# ليندا سو بارك
ليندا سو بارك (بالإنجليزية: Linda Sue Park)‏‏ (25 مارس 1960 في أوربانا - ) كاتِبة، وروائية، وكاتبة للأطفال من الولايات المتحدة.

## الجوائز
- جائزة نيوبري